# Fallani
La famiglia Fallani è un'antica famiglia patrizia fiorentina, la cui presenza è attestata a Firenze fin dal XIV secolo.

## Le origini
Nel corso del rinascimento la loro presenza è documentata nel quartiere storico di San Giovanni nella compagnia del Gonfalone Vaio. Durante la storia di Firenze diversi membri della famiglia rivestono cariche pubbliche nell'amministrazione della città tra cui Lorenzo Gaspero Fallani podestà a Galluzzo nel 1753 e Bernardo Fallani, architetto responsabile delle Regie Fabbriche granducali. In seguito alle riforme attuate da Pietro Leopoldo Asburgo-Lorena, i Fallani acquisiscono prestigio per aver ripreso la lavorazione delle cave di marmo rosso Portasanta di Caldana, subentrando ai marchesi Agustini che ne avevano abbandonato l'escavazione.
L'importanza e la fama della famiglia è indissolubilmente legata al marmo Portasanta, conosciuto in geologia anche come marmo Rosso-Fallani.

## Il periodo fiorentino e il trasferimento a Carrara
Nella metà dell'Ottocento Alberto Fallani, amico di molti artisti e critici d'arte fiorentini tra cui Diego Martelli, si rende artefice di una radicale modernizzazione nella gestione delle cave di Caldana. Negli anni in cui la capitale del Regno d'Italia viene trasferita a Firenze (1865-1871), il marmo rosso Portasanta diventa un materiale molto richiesto per la costruzione di edifici civili. Attraverso una fitta rete di rappresentanti viene commercializzato in tutto il mondo. Alberto Fallani sposa a Firenze la nobildonna Anna Vittoria Capigatti, figlia di Raffaello Capigatti e della contessa Ginevra Ranieri di Civitella.
In Italia, tra la fine del 1870 e il 1920, le cave dei Fallani incrementano l'escavazione per una serie di importanti commissioni a Roma, dove il marmo rosso Portasanta viene usato per i rivestimenti interni di alcuni importanti monumenti nazionali come il Vittoriano, il Palazzo Montecitorio, sede della Camera dei deputati e Palazzo Madama, sede del Senato del Regno (Italia) dove ancora oggi nello scalone d'onore, che conduce dal piano terra all'Aula, si possono ammirare due colonne monolitiche di marmo rosso Portasanta.
In seguito alla morte di Alberto Fallani subentra nella gestione delle cave di Caldana il figlio Glotto Fallani, nominato da Vittorio Emanuele III di Savoia commendatore dell'Ordine della Corona d'Italia. Durante la sua gestione viene trasferita da Firenze a Carrara la sede delle attività di vendita e commercializzazione del marmo rosso Portasanta.
Carrara è in quegli anni il principale distretto industriale per la lavorazione e l'escavazione del marmo d'Europa. Trasferitosi definitivamente a Carrara Glotto Fallani sposa Lea Biggi, figlia dello scultore e Sindaco di Carrara Alessandro Biggi.
In quegli anni il marmo Rosso-Fallani continua ad essere venduto in Italia e all'estero ed è particolarmente apprezzato in Germania e in Iran, dove viene usato per i rivestimenti interni del Palazzo dello Scià di Persia.
In seguito alla morte di Glotto Fallani l'escavazione del marmo della cava di Caldana subisce un'irreversibile crisi che porta alla definitiva chiusura delle attività estrattive agli inizi del 1970.

Giovanni Paolo II apre la Porta Santa in occasione del Giubileo, gli stipiti del portale sono di marmo Portasanta

## Curiosità
Il marmo rosso Portasanta è anche conosciuto come Portasanta Fallani o Rosso-Fallani. Con questa denominazione viene distinto in geologia rispetto al marmo Portasanta classico.
Il marmo rosso Portasanta nel corso del rinascimento è stato usato per importanti monumenti in Toscana come la Cattedrale di Santa Maria del Fiore a Firenze, il Duomo di Siena e la Chiesa di Santo Stefano dei Cavalieri a Pisa.
A Roma è stato usato per gli stipiti in marmo della Porta Santa della Basilica di San Pietro, che viene aperta in occasione del Giubileo.